# おふくろシリーズ
おふくろシリーズは1985年からフジテレビ系列にて放送されてきた、東映製作のテレビドラマのシリーズ名であり、2003年までに18作が製作された。主演は浜木綿子。

## 概要
1985年5月3日、金曜女のドラマスペシャル（後の金曜エンタテイメント）枠で初回放送。第1作から3作は『金曜女のドラマスペシャル』、第4作から6作目は『男と女のミステリー』、第7作・8作は『金曜ドラマシアター』、第9作以降は『金曜エンタテイメント』で放送された。
障害者（及びその家族）が周囲の人間の愛情によって、ハンディキャップを乗り越えて、ひたむきに生きていく姿を描いている。
母親役は浜木綿子（ただし88年放送の「母ーちゃん」では主演の浜は子ども相談所の相談員という役で、当初はシリーズにカウントされていなかったが90年放送の「おふくろに乾杯!!」放送の際にシリーズへと組み込まれたため、89年放送の「おふくろに脱帽!!」はシリーズ第4弾と表記されている）。
息子が障害者（脳性マヒによる半身不随、聴覚障害者、視覚障害者など）という設定が大半だったが、回によっては浜木綿子演じるおふくろが障害者であった設定の回も存在する。
障害を持つことになった経緯も先天性のものから、病気の後遺症、事故によるものまで多種にわたった。息子役は放送当時の人気タレント・若手俳優がキャスティングされることが多く、それも話題をさらった。社会的評価も高い人気ドラマシリーズであり、放送当時では異例のテロップによる字幕や音声多重放送による解説放送を行うなど障害者へ配慮された試みも度々行われた。放送当時は監察医・室生亜季子シリーズと並び、浜木綿子のライフワークと評されていたが、近年は浜がテレビドラマの世界から遠ざかっていることなどから放送されていない。
年1回の放送、1話完結のかたちが取られたが第17作・最終作のみ連作であり2002年は放送されていない。

## 出演
- おふくろ：浜木綿子（第3作・第6作：聴覚障害、第13作：転落事故による中途失明、第14作：聴覚障害者）
- 宮川一朗太（第1作：下半身・左腕不随）
- 鶴見辰吾（第2作：聴覚障害）
- 坂上忍（第5作：脳性マヒ）
- 大沢健（第7作：視覚障害）
- 松岡昌宏（第8作：自閉症、第11作：視覚障害及び聴覚障害）[2]
- 菊池健一郎（第9作：知的障害）
- 城島茂（第10作：聴覚障害）
- 堀真樹（第12作：交通事故による背骨骨折による歩行障害）
- 岡田義徳（第15作：転落事故による首から下の全身麻痺）
- 小原裕貴（第16作：急病による聴覚障害）
- 屋良朝幸（第17作・最終作：脳性マヒ）

## シリーズ作品
- 第1作から3作は『金曜女のドラマスペシャル』、第4作から6作は『男と女のミステリー』、第7作・8作は『金曜ドラマシアター』、第9作以降は『金曜エンタテイメント』で放送された。

| 作数   | 放送日         | タイトル                                                                                         | ゲスト出演者                                                                                                 | 題材                 |
| ------ | -------------- | ------------------------------------------------------------------------------------------------ | --- | -------------------- |
| 第1作  | 1985年 5月3日  | お・ふ・く・ろ                                                                                   | 宮川一朗太、山本耕一、古手川伸子ほか                                                                         | 肢体不自由           |
| 第2作  | 1986年 5月2日  | おふくろ殿                                                                                       | 鶴見辰吾、甲斐智枝美、牧口昌代、ケーシー高峰、加藤和夫、高田敏江、綿引勝彦ほか                               | 聴覚障害             |
| 第3作  | 1987年 5月8日  | 俺の・おふくろ！                                                                                 | 綿引勝彦、五十嵐孝美、福原学、大滝秀治、山口美也子、あき竹城ほか                                             | 聴覚障害             |
| 第4作  | 1988年 5月6日  | 母ーちゃん（ちゃーちゃん）                                                                       | 岡江久美子、森本レオ、嶋英二、角野卓造、石井トミコ、三浦真弓、鶴田さやか、樫山文枝（音声多重ナレーター）ほか | 児童相談所           |
| 第5作  | 1989年 5月6日  | おふくろに脱帽!!                                                                                 | 坂上忍、山谷初男、島田順司、織本順吉、ガッツ石松、佐倉しおり、山本陽一ほか                                   | 脳性マヒ             |
| 第6作  | 1990年 5月4日  | おふくろに乾杯!!                                                                                 | 佐野量子、前田武彦、鷲生功、岩本多代、塩沢とき、河内桃子（音声多重ナレーター）ほか                           | 聴覚障害             |
| 第7作  | 1991年 5月3日  | おふくろに…万歳!!                                                                                | 大沢健、坂詰貴之、柳生博、仁藤優子、ベンガル、マッハ文朱、苅谷俊介、斉藤ゆう子ほか                           | 視覚障害             |
| 第8作  | 1992年 5月8日  | おふくろに…喝采！                                                                                | 松岡昌宏（TOKIO）、大路恵美、ガッツ石松、仁支川峰子、ビートきよし、浅香光代ほか                              | 自閉症               |
| 第9作  | 1993年 5月28日 | おふくろに…敬礼!!                                                                                | 菊池健一郎、市川翔子、小林亜星、奥村公延、中垣克麻、友里千賀子、正司花江ほか                                 | 知的障害             |
| 第10作 | 1994年 5月27日 | おふくろに花束を！ 愛情は偏見を乗り越えて…私達は今日結婚します!                                  | 城島茂、長谷川真弓、南美江、名古屋章、赤座美代子ほか                                                         | 聴覚障害             |
| 第11作 | 1995年 6月2日  | おふくろの逆襲 耳と目…二重障害児と肝っ玉母さん涙の奮闘記!!愛があるからあきらめない!!             | 松岡昌宏、石倉三郎、小島聖、二階堂千寿ほか                                                                   | 視覚聴覚二重障害     |
| 第12作 | 1996年 6月14日 | おふくろの挑戦 陸上ランナーの息子を襲った突然の事故                                              | 堀真樹、田村亮、浅利陽介、北原佐和子、池谷幸雄（友情出演）、樫山文枝（音声多重ナレーター）ほか               | 肢体不自由           |
| 第13作 | 1997年 5月30日 | おふくろからありがとう 夫は私のために死んだ!!                                                    | 井川比佐志、若林志穂、小野寺丈、仲谷昇、長門裕之ほか                                                         | 視覚障害・盲導犬     |
| 第14作 | 1998年 6月5日  | おふくろに捧げる歌 不登校、補導、妊娠…ろう学校の女教師の苦闘と挑戦!!奇跡の扉が今、開く           | 篠田三郎、赤木春恵、伊崎充則、今村雅美、佐藤アツヒロ、浜田光夫ほか                                           | ろう学校（聴覚障害） |
| 第15作 | 1999年 6月4日  | おふくろの旅立ち 平凡な家族を襲う突然の事故!!母さん、僕を殺して！全身まひの息子の涙の叫びに母は… | 岡田義徳、新山千春、加藤武、ガッツ石松ほか                                                                   | 肢体不自由           |
| 第16作 | 2000年 5月26日 | おふくろの歓喜の歌                                                                               | 小原裕貴、内海光司、田村高廣、小林亜星（特別出演）、山下結穂、忍足亜希子ほか                                 | 中途失聴・手話       |
| 第17作 | 2001年 8月17日 | おふくろのお節介 19年前に離ればなれになった息子が車イスに…心を閉ざした息子に希望の灯をともせるか | 屋良朝幸、川越美和、小倉久寛、余貴美子、深江章喜ほか                                                         | 脳性マヒ・肢体不自由 |
| 最終作 | 2003年 6月20日 | 続・おふくろのお節介                                                                             | 屋良朝幸、浅井江理名、余貴美子、小倉久寛、中島ひろ子、井川比佐志ほか                                         | 脳性マヒ・肢体不自由 |

補足
- 仙台放送では2011年3月11日に発生した東北地方太平洋沖地震（東日本大震災）による自粛編成で、同年3月19日に第16作『おふくろの歓喜の歌』が再放送された（放送時間は19時から20時54分）。モノラル解説放送（アナログ・デジタルとも）を実施。

## スタッフ
- 脚本：難波江由紀子（第1作〜10作）、清水喜美子（第11作〜14作）、中島玲子（第15作・16作）、中村恵子（第17作・18作）
- 演出：山像信夫（第1作）、吉川一義（第2作〜10作）、富永卓二（第11作〜12作）、鈴木晴之（第13作〜16作）、林徹（第17作・最終作）
- 企画：香川照之（第5作・6作）
- 制作：関西テレビ（第1作のみ）、フジテレビ（第2作〜最終作）

## 注
1. ↑  画面から隠れている文字多重放送ではなく、放送されたVTRそのものに字幕をインポーズして放送
2. ↑  松岡が第8作と第11作で演じた役はそれぞれ別人